# Seznam senatorjev šestnajste italijanske legislature
Seznam senatorjev 16. legislature Republike Italije je urejen po političnih strankah.

### Ljudstvo svobode
- Maria Elisabetta Alberti Casellati
- Bruno Alicata
- Laura Allegrini
- Paolo Amato
- Francesco Maria Amoruso
- Franco Asciutti
- Andrea Augello
- Antonio Azzollini
- Alberto Balboni
- Massimo Baldini
- Paolo Barelli
- Antonio Battaglia
- Domenico Benedetti Valentini
- Filippo Berselli
- Giampaolo Bettamio
- Francesco Bevilacqua
- Dorina Bianchi
- Laura Bianconi
- Sandro Bondi
- Anna Cinzia Bonfrisco
- Giorgio Bornacin
- Gabriele Boscetto
- Sebastiano Burgaretta Aparo
- Alessio Butti
- Raffaele Calabrò
- Giacomo Caliendo
- Battista Caligiuri
- Giulio Camber
- Gianpiero Carlo Cantoni
- Franco Cardiello
- Antonino Caruso
- Esteban Juan Caselli
- Francesco Casoli
- Maurizio Castro
- Giuseppe Ciarrapico
- Angelo Maria Cicolani
- Ombretta Colli
- Luigi Compagna
- Riccardo Conti
- Gennaro Coronella
- Rosario Giorgio Costa
- Cesare Cursi
- Mauro Cutrufo
- Antonio D'Alì
- Luigi D'Ambrosio Lettieri
- Cristiano De Eccher
- Diana De Feo
- Sergio De Gregorio
- Stefano De Lillo
- Marcello Dell'Utri
- Mariano Delogu
- Ulisse Di Giacomo
- Lamberto Dini
- Fabrizio Di Stefano
- Giuseppe Esposito
- Raffaele Fantetti
- Vincenzo Fasano
- Claudio Fazzone
- Giuseppe Firrarello
- Andrea Fluttero
- Cosimo Gallo
- Maria Alessandra Gallone
- Pierfrancesco Emilio Romano Gamba
- Antonio Gentile
- Enzo Giorgio Ghigo
- Basilio Giordano
- Carlo Giovanardi
- Pasquale Giuliano
- Domenico Gramazio
- Luigi Grillo
- Cosimo Izzo
- Cosimo Latronico
- Raffaele Lauro
- Vanni Lenna
- Simonetta Licastro Scardino
- Piero Longo
- Lucio Malan
- Alfredo Mantica
- Mario Mantovani
- Piergiorgio Massidda
- Altero Matteoli
- Salvatore Mazzaracchio
- Alfredo Messina
- Carmelo Morra
- Franco Mugnai
- Domenico Nania
- Vincenzo Nespoli
- Pasquale Nessa
- Franco Orsi
- Nitto Francesco Palma
- Elio Massimo Palmizio
- Antonio Paravia
- Andrea Pastore
- Marcello Pera
- Lorenzo Piccioni
- Filippo Piccone
- Gilberto Pichetto Fratin
- Beppe Pisanu
- Francesco Pontone
- Guido Possa
- Luigi Ramponi
- Maria Rizzotti
- Michele Saccomanno
- Maurizio Sacconi
- Filippo Saltamartini
- Fedele Sanciu
- Giacomo Santini
- Giuseppe Saro
- Carlo Sarro
- Aldo Scarabosio
- Paolo Scarpa Bonazza Buora
- Renato Schifani
- Salvatore Sciascia
- Giancarlo Serafini
- Cosimo Sibilia
- Ada Spadoni Urbani
- Vincenzo Speziali
- Raffaele Stancanelli
- Paolo Tancredi
- Oreste Tofani
- Antonio Tomassini
- Achille Totaro
- Giuseppe Valentino
- Simona Vicari
- Guido Viceconte
- Carlo Vizzini
- Valter Zanetta
- Tomaso Zanoletti

### Demokratska stranka
- Marilena Adamo
- Benedetto Adragna
- Mauro Agostini
- Silvana Amati
- Alfonso Andria
- Maria Antezza
- Teresa Armato
- Giuliano Barbolini
- Fiorenza Bassoli
- Mariangela Bastico
- Maria Teresa Bertuzzi
- Enzo Bianco
- Franca Biondelli
- Tamara Blažina
- Emma Bonino
- Daniele Bosone
- Filippo Bubbico
- Antonello Cabras
- Anna Maria Carloni
- Gianrico Carofiglio
- Stefano Ceccanti
- Mauro Ceruti
- Franca Chiaromonte
- Vannino Chiti
- Carlo Chiurazzi
- Lionello Cosentino
- Vladimiro Crisafulli
- Gerardo D'Ambrosio
- Silvia Della Monica
- Roberto Della Seta
- Vincenzo De Luca
- Mauro Del Vecchio
- Luigi De Sena
- Roberto Di Giovan Paolo
- Franca Donaggio
- Lucio D'Ubaldo
- Francesco Ferrante
- Marco Filippi
- Anna Rita Fioroni
- Marco Follini
- Cinzia Maria Fontana
- Vittoria Franco
- Guido Galperti
- Mariapia Garavaglia
- Costantino Garraffa
- Mario Gasbarri
- Rita Ghedini
- Paolo Giaretta
- Manuela Granaiola
- Pietro Ichino
- Maria Fortuna Incostante
- Maria Leddi
- Giovanni Legnini
- Massimo Livi Bacci
- Giuseppe Lumia
- Luigi Lusi
- Marina Magistrelli
- Pietro Marcenaro
- Andrea Marcucci
- Francesca Maria Marinaro
- Franco Marini
- Ignazio Roberto Maria Marino
- Mauro Maria Marino
- Alberto Maritati
- Daniela Mazzuconi
- Vidmer Mercatali
- Claudio Micheloni
- Francesco Monaco
- Colomba Mongiello
- Enrico Morando
- Fabrizio Morri
- Adriano Musi
- Magda Negri
- Paolo Nerozzi
- Antonino Papania
- Achille Passoni
- Carlo Pegorer
- Marco Perduca
- Flavio Pertoldi
- Leana Pignedoli
- Roberta Pinotti
- Donatella Poretti
- Giovanni Procacci
- Nino Randazzo
- Raffaele Ranucci
- Giorgio Roilo
- Paolo Rossi
- Antonio Rusconi
- Gian Carlo Sangalli
- Francesco Sanna
- Gian Piero Scanu
- Anna Maria Serafini
- Silvio Emilio Sircana
- Albertina Soliani
- Marco Stradiotto
- Salvatore Tomaselli
- Giorgio Tonini
- Tiziano Treu
- Luigi Vimercati
- Vincenzo Maria Vita
- Walter Vitali
- Sergio Zavoli

### Lega Nord Padania
- Irene Aderenti
- Rossana Boldi
- Luciano Cagnin
- Roberto Calderoli
- Roberto Castelli
- Michelino Davico
- Sergio Divina
- Paolo Franco
- Massimo Garavaglia
- Giuseppe Leoni
- Angela Maraventano
- Rosi Mauro
- Enrico Montani
- Cesarino Monti
- Roberto Mura
- Mario Pittoni
- Fabio Rizzi
- Piergiorgio Stiffoni
- Giovanni Torri
- Gianvittore Vaccari
- Gianpaolo Vallardi
- Armando Valli

### Unione di Centro, SVP e Autonomie
- Giulio Andreotti
- Emilio Colombo
- Maurizio Fistarol
- Vincenzo Galioto
- Mirella Giai
- Claudio Gustavino
- Enrico Musso
- Oskar Peterlini
- Luciana Sbarbati
- Achille Serra
- Helga Thaler Ausserhofer

### Italia dei Valori
- Patrizia Bugnano
- Giuseppe Caforio
- Gianpiero De Toni
- Aniello Di Nardo
- Elio Lannutti
- Luigi Li Gotti
- Alfonso Mascitelli
- Francesco Pardi
- Stefano Pedica

### Per il Terzo Polo (ApI-FLI)
- Emanuela Baio Dossi
- Mario Baldassarri
- Franco Bruno
- Barbara Contini
- Egidio Digilio
- Maria Ida Germontani
- Riccardo Milana
- Claudio Molinari
- Giacinto Russo
- Giuseppe Valditara

### Coesione Nazionale-Io Sud-Forza del Sud
- Valerio Carrara
- Maria Giuseppa Castiglione
- Roberto Centaro
- Mario Ferrara
- Salvo Fleres
- Giuseppe Menardi
- Adriana Poli Bortone
- Maurizio Saia

### Futuro e Libertà per l'Italia
- Giuseppe Astore
- Carlo Azeglio Ciampi
- Antonio Del Pennino
- Alberto Filippi
- Rita Levi-Montalcini
- Sergio Pininfarina
- Nicola Rossi
- Oscar Luigi Scalfaro
- Alberto Tedesco